# Maike Menzel
Maike Menzel (* 1989 in Neuss) ist eine deutsche Köchin.

## Werdegang
Schon Menzels Großvater und Vater waren Koch. Menzel wuchs am Ammersee auf. Sie absolvierte die staatliche Berufsfachschule für Hauswirtschaft in Schongau und wurde dann ab 2008 an der Münchner Berufsschule für das Hotel-, Gaststätten- und Braugewerbe als Köchin und im Restaurant Blauer Bock bei Hans-Jörg Bachmeier ausgebildet.
Sie kochte im japanischen Restaurant Emiko im Louis Hotel in München, im Hotel Bachmair Weissach am Tegernsee und im Restaurant Pageou von Ali Güngörmüş in München. Im November 2016 wechselte Menzel zum Restaurant Schwarzreiter im Hotel Vier Jahreszeiten in München, wo sie 2017 Souschef wurde. Das Restaurant wurde im Guide Michelin 2018 mit einem Stern ausgezeichnet. 
Im August 2018 wurde sie Chefköchin im Schwarzreiter und im November 2018 als „Junges Talent“ und mit 15 Punkten im Gault Millau 2019 ausgezeichnet.
Bei ihrer Interpretation der Young Bavarian Cuisine legt Menzel Wert auf Regionalität und leichte Gaumenfreuden.
Im Februar 2021 ging Maike Menzel in Elternzeit. Danach bot sie Private Fine Dining an.

## Auszeichnungen
- 2018: „Junges Talent“ und 15 Punkte im Gault Millau 2019[9]